# Centotecòidies
Centotecòidia (Centothecoideae) és una subfamília de les poàcies, ordre de les poals, subclasse de les commelínides, classe de les liliòpsides, divisió dels magnoliofitins.